# Franciszek Latinik
Franciszek Ksawery Latinik (Tarnów, 17 de julho de 1864 — Cracóvia, 29 de agosto de 1949) foi um militar polonês.

## Biografia
Nasceu no sul do Polônia, que à sua época era parte do Império Austro-Húngaro, numa das três partições da Polônia. 
Graduado pela Academia do Estado-Maior Geral em Viena, a partir de 1914 foi comandante do 100º Regimento de Infantaria da Áustria-Hungria, com o qual participou em maio de 1915 do desmembramento da frente russa na Batalha de Gorlice. A partir de 1918, após a independência da Polônia, ele serviu no exército polonês; em janeiro de 1919, ele era o comandante das forças polonesas que lutavam em Cieszyn Silésia contra a ofensiva tcheca. Durante a Batalha de Varsóvia em 1920 ele comandou o Primeiro Exército Polonês e serviu como governador militar da cidade sitiada pelo Exército Vermelho.

## Decorações e prêmios
Áustria-Hungria
- Ordem da Coroa de Ferro, 2ª classe (1917)
- Cruz de Mérito Militar (Áustria-Hungria)
- Ordem de Franz Joseph

Polônia
- Cruz de prata Virtuti Militarii (1920)
- Cruz do Comandante Polonia Restituta (29 de dezembro de 1921)[5]
- Cruz do Valor ( Krzyż Walecznych , duas vezes - ambas em 1921)
- Medalha Memorial da Guerra de 1918-1921
- Medalha do 10º aniversário da independência (1928)

Outras
- Cruz de Ferro (1ª e 2ª classe)
- Cruz do oficial da Legião de Honra
- Ordem da Coroa (Romênia) Grã-Cruz[6]

Ele se recusou a aceitar a Ordem Militar de Maria Teresa por atitude ousada durante a batalha de Gorlice, alegando que depois que a Polônia recuperou a independência, ele pode aceitar apenas distinções do governo polonês. 